# Új-zélandi kender
Az új-zélandi kender (Phormium tenax) az egyszikűek (Liliopsida) osztályának spárgavirágúak (Asparagales) rendjébe, ezen belül a fűfafélék (Asphodelaceae) családjába tartozó faj.
Nemzetségének a típusfaja.

## Előfordulása
Az új-zélandi kender előfordulási területe amint neve is mutatja, Új-Zéland; úgy az északi, mint a déli főszigetek is. Továbbá még megtalálható az Új-Zélandhoz tartozó Antipode- és Chatham-szigeteken, valamint az ausztráliai Norfolk-szigeten.
Az ember betelepítette Közép-Amerikába, a Brit-szigetekre és más trópusi szigetekre is.

## Megjelenése
Ez a növény amikor nem virágzik, egy nagyjából 2 méter hosszú levélcsomó. Virágzáskor a leveleknél jóval hosszabb száron, több hosszúkás, sárga vagy vörös virág nyílik; a szár körülbelül a felénél több kis nyúlványra oszlik és ezeken ülnek a virágok.

## Képek

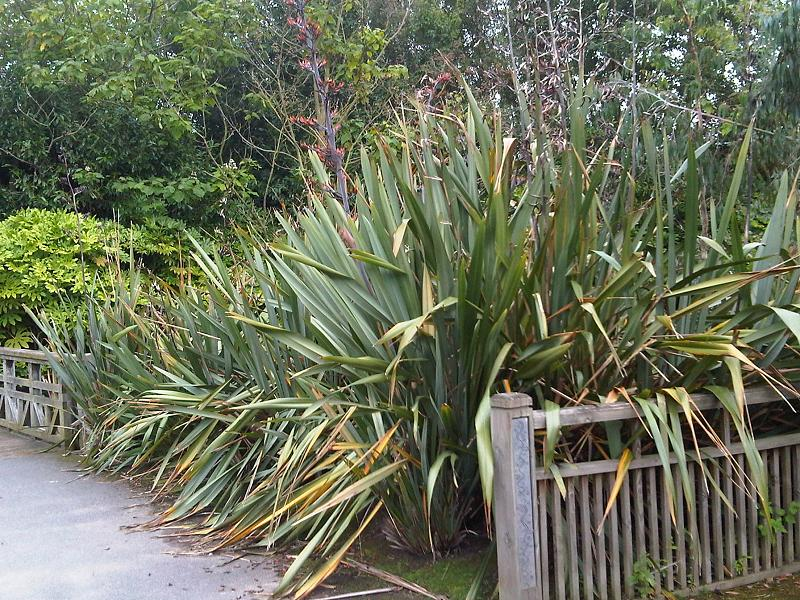
A levelei
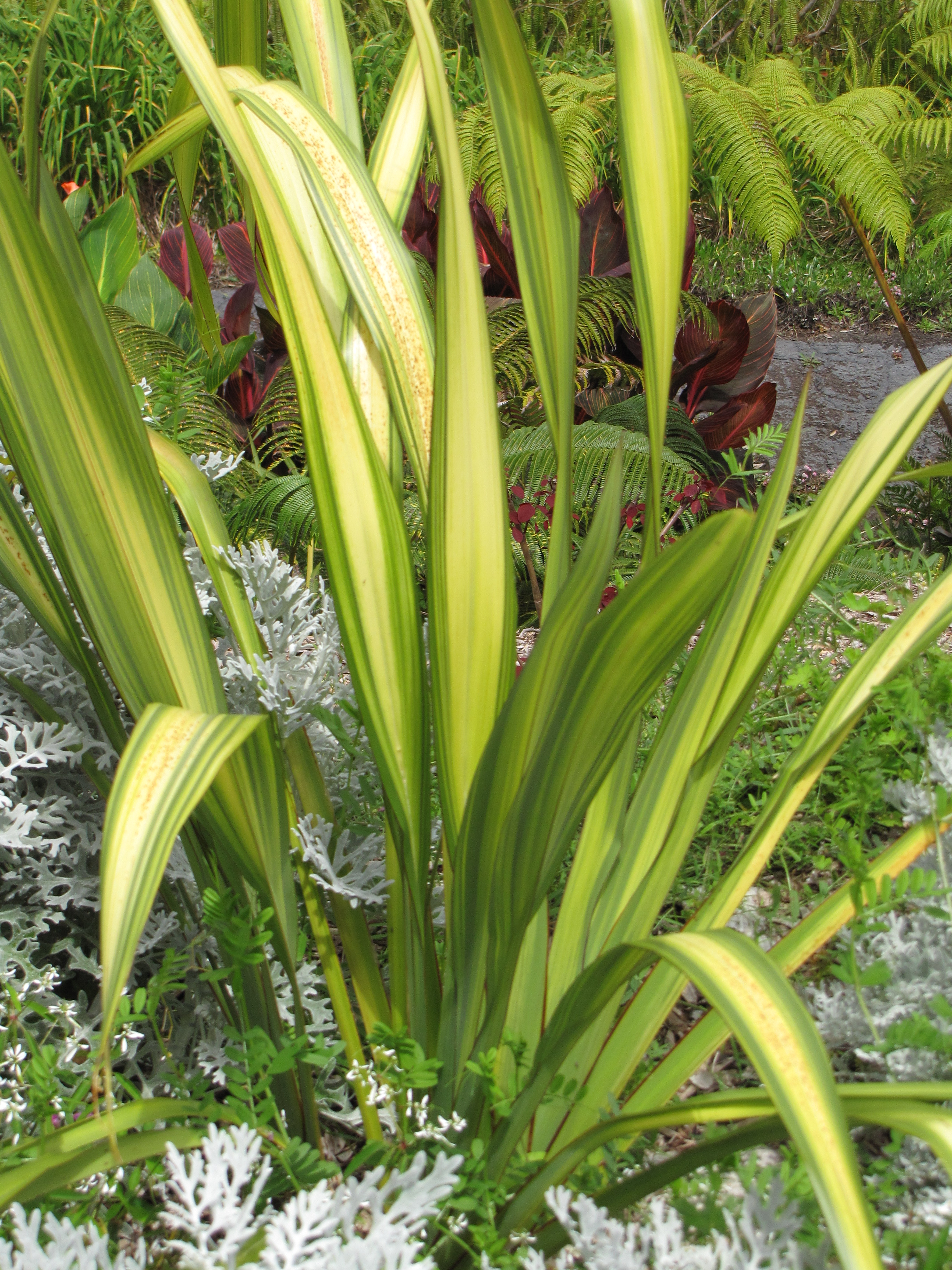
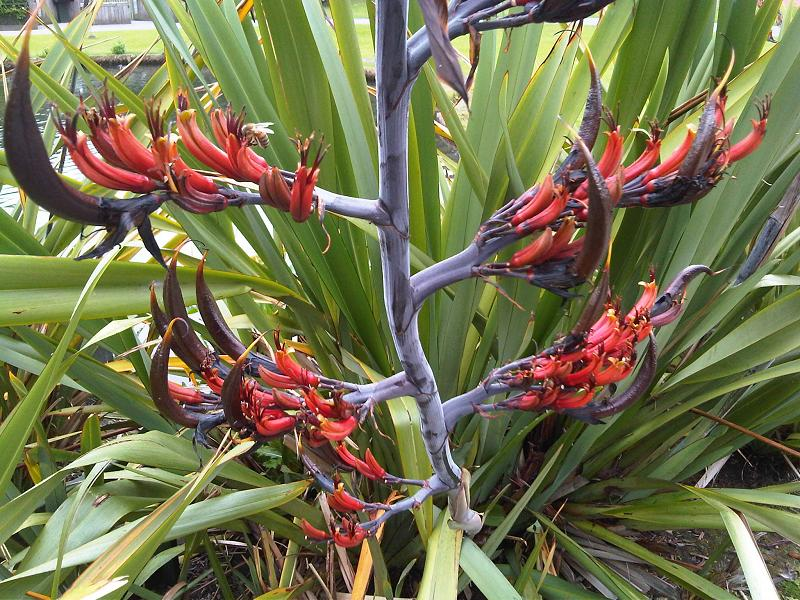
A szétoszló szára
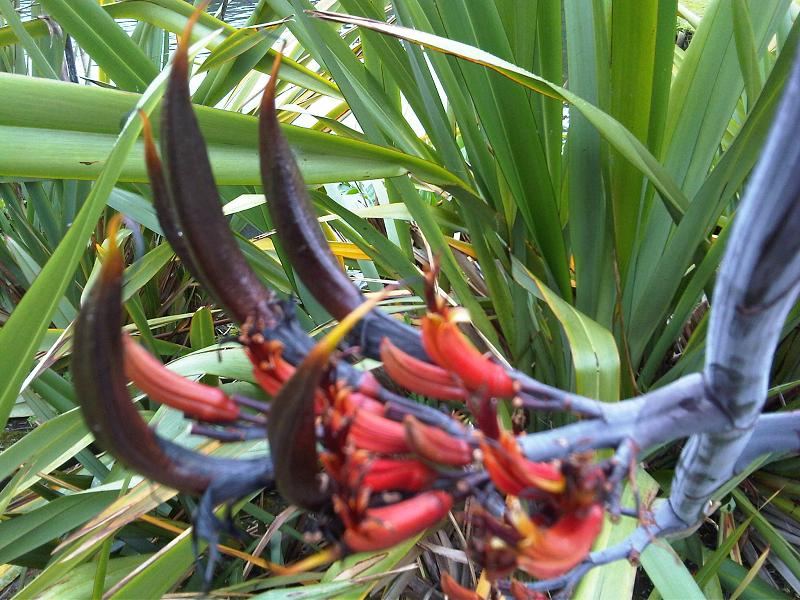
Bimbói
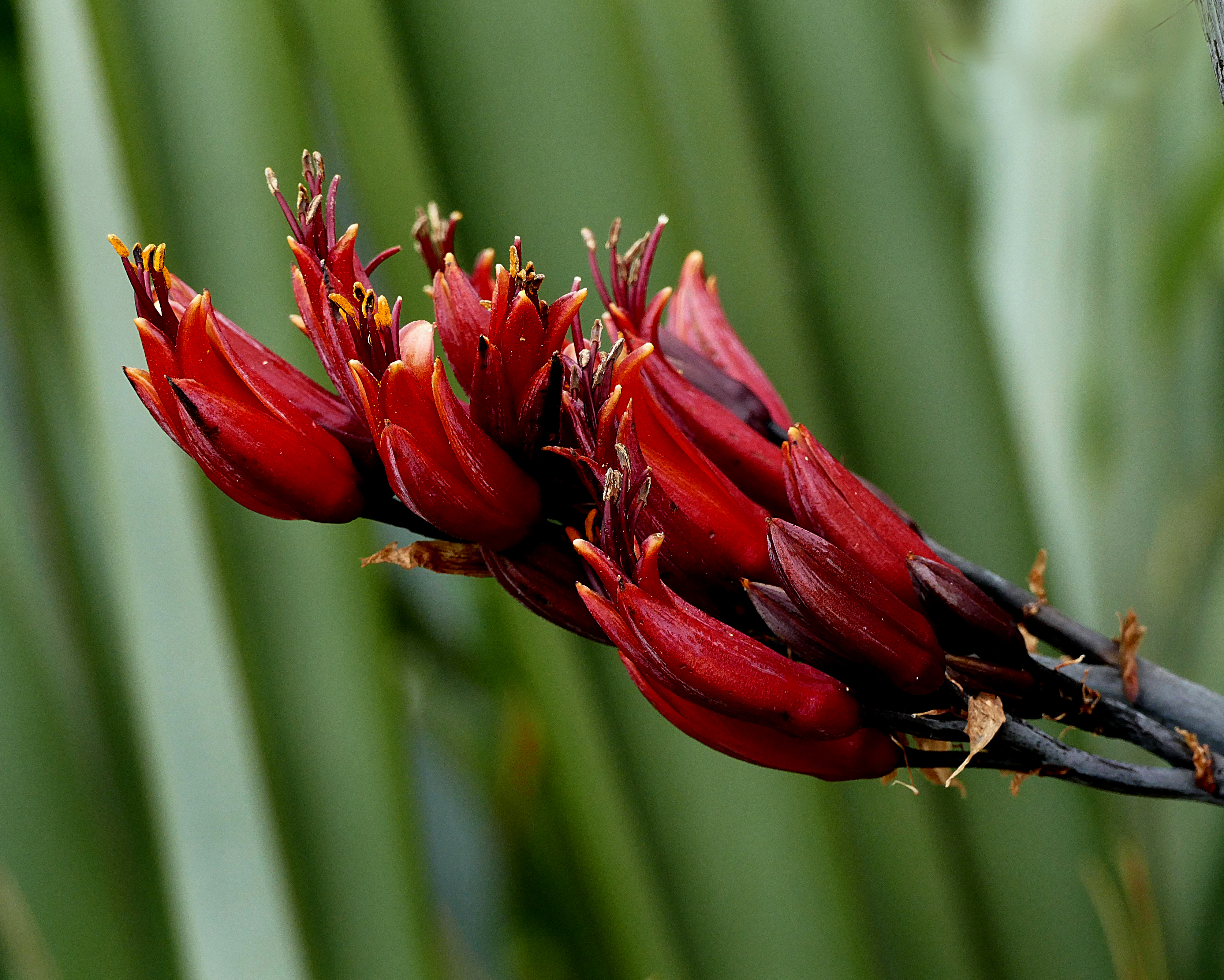
Virágai